# Denis Silagi
Pour les articles homonymes, voir Szilágyi (homonymie).
Denis Silagi (de son nom de naissance Dénes Szilágyi ; en hongrois : Szilágyi Dénes), né le 10 novembre 1912 à Budapest et mort le 20 novembre 2007 à Munich, est un historien et interlinguiste hongrois.

## Biographie
Dénes Szilágyi naît le 10 novembre 1912 à Budapest. Fils du poète, écrivain et chercheur en psychanalyse Géza Szilágyi, issu de la communauté juive de Hongrie, il grandit à une époque où l'anglais ne s'est pas encore imposé comme langue de communication internationale, ce qui rend les échanges entre scientifiques et intellectuels de différents pays malaisés. Dans ce contexte, de nombreux lettrés cherchent à mettre au point une langue construite qui servirait de langue auxiliaire internationale. S'intéressant très tôt à cette question, Silagi apprend d'abord l'espéranto, puis l'ido et l'occidental, avant de soutenir à partir de 1927 le latino sine flexione de Giuseppe Peano. L'année suivante, à tout juste seize ans, il fonde l'Office interlinguistique de Budapest (Officium interlinguisticum Budapestiensis), une institution d'étude des différents projets de langue internationale soumis jusqu'ici. Il y tisse des liens avec les tenants de nombreux systèmes et y publie jusqu'en 1930 un périodique relatant l'actualité interlinguistique, où il décrit un grand nombre de langues construites.
En septembre 1929, Silagi fonde le Comité pour l'élaboration d'une terminologie interlinguistique (Comitatu pro elaboratione de terminologia interlinguistico), auquel collaborent les représentants de nombreux projets, dont Ernst Drezen (éminent partisan de l'espéranto), Otto Jespersen (créateur du novial), Giuseppe Peano (créateur du latino sine flexione) ou Edgar de Wahl (créateur de l'occidental). Les travaux de ce comité l'amènent à publier en 1931 une étude terminologique intitulée Versus Interlinguistica, une petite brochure de 24 pages qui n'en constitue pas moins la première encyclopédie interlinguistique au monde. Il y traite de « principes interlinguistiques généraux » comme la distinction entre langues naturelles et langues artificielles, l'approche philosophique et la composante sociale des langues internationales, et définit un vocabulaire englobant des notions telles que l'opposition entre langues a priori et a posteriori, l'internationalité, le naturalisme, etc., tout en insistant sur l'importance de l'interdisciplinarité dans toute approche interlinguistique.
À partir de 1930, Silagi collabore avec Giuseppe Peano au sein de l’Academia pro Interlingua, l'institution de promotion du latino sine flexione, et rédige quelques articles dans cette langue pour Schola et Vita, la revue de l'Academia, jusqu'en 1938. En parallèle, il devient également actif dans les milieux sionistes : il intègre ainsi en 1932 le Bétar, un mouvement de jeunesse sioniste révisionniste fondé par Vladimir Jabotinsky pour défendre la culture et les valeurs traditionnelles juives, ainsi que l'idée d'un État juif englobant à la fois la Palestine et la Transjordanie, c'est-à-dire la Jordanie actuelle. Jusqu'en 1937, Silagi est le chef de la section hongroise du mouvement. Il y soutient que les Juifs, dotés d'une identité propre, ne peuvent s'intégrer à une population hongroise qui les rejette de toute façon, et que la seule solution à ce problème est l'émigration vers un État juif palestinien. Ce discours le rapproche paradoxalement de certaines idées antisémites de l'époque, et de fait, lorsque les Juifs seront persécutés par l'État hongrois durant la Seconde Guerre mondiale, Silagi soulignera auprès de personnalités politiques antisémites qu'elles partagent avec les sionistes un même but, à savoir la disparition des Juifs de Hongrie, ce qui lui permettra d'organiser la fuite vers la Palestine de 4 500 Juifs et d'en orienter 35 000 vers d'autres organisations sionistes. À l'été 1942, il n'échappe toutefois pas au service du travail (en), la politique de travaux forcés menée par le gouvernement hongrois contre les Juifs et les opposants politiques, dans le cadre de laquelle il est réquisitionné. Déporté au camp de concentration de Leitmeritz (en) (aujourd'hui Litoměřice, en République tchèque), il en réchappe en 1945 et se réfugie à Prague, puis en Suisse où il retrouve son épouse et son fils. 
Après la guerre, alors que la Hongrie bascule dans le bloc de l'Est mené par l'Union soviétique, Silagi s'installe en 1947 à Munich, en République fédérale d'Allemagne. De 1952 à 1992, il y est rédacteur en chef, puis directeur de l'antenne magyarophone de la radio Voice of America, tout en publiant des ouvrages sur l'histoire hongroise, les Juifs de Hongrie, et d'autres sujets comme la psychanalyse. Il ne perd également jamais de vue ses activités interlinguistiques, et est notamment membre de la Société allemande d'interlinguistique (Gesellschaft für Interlinguistik (de)).
Dernier collaborateur de Giuseppe Peano à avoir participé au projet originel du latino sine flexione, Denis Silagi meurt à Munich le 20 novembre 2007, à l'âge de 95 ans.